# Euptychia hotchkissi
Euptychia hotchkissi är en fjärilsart som beskrevs av Dyar 1913. Euptychia hotchkissi ingår i släktet Euptychia och familjen praktfjärilar. Inga underarter finns listade i Catalogue of Life.